# Michele Basilio Clary
Michele Basilio Clary o Clari (Roma, 22 febbraio 1778 – Bari, 15 febbraio 1858) è stato un arcivescovo cattolico e teologo italiano.

## Biografia
Nato a Roma da Tommaso e Olimpia Bianchi, dal 1790 studia nel seminario di Sora, città di origine della famiglia. All'età di sedici anni professò i voti nell'ordine basiliano di Grottaferrata, prendendo il nome di Basilio. Fu inviato al monastero di Monteleone nella Calabria ulteriore, come insegnante. Viene a conoscenza di molti letterati e filosofi dell'epoca, come Giuseppe De Luca e Filippo Pignataro, Gianfrancesco D'Alessandria, vescovo di Catanzaro e Raffaele Potenza, canonico.
Nel 1812, durante la dominazione napoleonica, dovette abbandonare l'abito religioso, a causa dei rapporti col fratello Giuseppe Clary, maresciallo di campo dei Borbone. Si ritirò a Sora per un periodo, dove nel 1814 divenne canonico penitenziere della cattedrale. Col ritorno di Ferdinando I al trono, Clary venne nominato vescovo di Catanzaro nel 1818. Fece restaurare la cattedrale, danneggiata dal terremoto del 1783. La notte del 7 dicembre 1820, scampò ad un attentato alla sua carrozza che fu crivellata da fucilate, nel tragitto fra la cattedrale e il palazzo vescovile: aveva già ricevuto minacce da un gruppo di una probabile setta che voleva infiltrarsi nel consiglio diocesano.
Ferdinando I lo elevò alla sede di Bari, ma la conferma papale arrivò soltanto dopo vari mesi, anche perché Pio VII era caduto accidentalmente, rompendosi il femore. Venne pertanto confermato dal successore Leone XII, nel settembre del 1823. Ricevette il pallio a Napoli dal cardinale Ruffo nella sua cappella privata, dove si recò assieme al futuro vicario generale Michele Garruba.

## Genealogia episcopale
La genealogia episcopale è:
- Cardinale Scipione Rebiba
- Cardinale Giulio Antonio Santori
- Cardinale Girolamo Bernerio, O.P.
- Arcivescovo Galeazzo Sanvitale
- Cardinale Ludovico Ludovisi
- Cardinale Luigi Caetani
- Cardinale Ulderico Carpegna
- Cardinale Paluzzo Paluzzi Altieri degli Albertoni
- Papa Benedetto XIII
- Papa Benedetto XIV
- Papa Clemente XIII
- Cardinale Giovanni Carlo Boschi
- Cardinale Bartolomeo Pacca
- Arcivescovo Michele Basilio Clary, O.S.B.I.